# Pico Guadalupe
O Pico Guadalupe (em inglês:  Guadalupe Peak) é a montanha mais alta do Texas, no condado de Culberson com uma altitude no topo de 2667 m. Está integrada no Parque Nacional das Montanhas Guadalupe e na cordilheira das Montanhas Guadalupe, que abrange o sudeste do  Novo México e o Texas Ocidental. Está 140 km a leste de El Paso e a 80 km a sudoeste de Carlsbad. O seu cume está 910 m acima da paisagem circundante do deserto de Chihuahua. Sendo a montanha mais alta do Texas, não é no entanto a mais proeminente (o pico Emory).

## Páginas externas
- «Guadalupe Peak». www.peakbagger.com. Consultado em 12 de fevereiro de 2012